# Ed Gein
Edward Theodore Gein, detto Ed (La Crosse, 27 agosto 1906 – Madison, 26 luglio 1984), è stato un criminale statunitense.
Subito dopo la morte del fratello nel maggio 1944, verificatasi in circostanze misteriose, sei persone scomparvero dalle città di La Crosse e Plainfield tra il 1947 e il 1957. Gein è stato associato solo a due di essi, anche se è sospettato di ulteriori delitti. Commise atti di squartamento e necrofilia sulle vittime; era anche solito violare delle bare e costruirsi vari pezzi di arredo con le parti dei corpi.
Le particolarità della sua vita e dei suoi crimini hanno ispirato film come Psyco, Deranged - Il folle, Non aprite quella porta, Il silenzio degli innocenti, Ed Gein - Il macellaio di Plainfield, Ed Gein: The Butcher of Plainfield e il personaggio di "Bloody Face" in American Horror Story: Asylum.

## Biografia

### Infanzia
Edward T. Gein nacque il 27 agosto 1906 a La Crosse, nello Stato del Wisconsin, figlio di Augusta T. Lehrke (1878-1945) e di George P. Gein (1873-1940), nonché fratello minore di Henry G. Gein (1902-1944). Suo padre era noto per essere un violento alcolizzato e, dopo essere diventato il titolare di una piccola drogheria per alcuni anni, si ritrovò disoccupato, salvo svolgere vari lavori come carpentiere, conciatore e commesso assicurativo, costringendo la famiglia a trasferirsi in una fattoria di 155 acri nella città di Plainfield, situata nella contea di Waushara.
Augusta Gein, luterana e fanatica religiosa, era solita crescere i figli in uno stato di quasi totale isolamento, favorito anche dal luogo di residenza: la loro vita consisteva in scuola e lavoro nella fattoria, dove trasmise a Ed ed Henry il concetto dell'innata immoralità del mondo, l'odio verso l'alcolismo e che tutte le donne (esclusa lei) fossero prostitute e strumenti del diavolo; peraltro, il sesso era accettabile soltanto al fine di procreare. Ogni pomeriggio leggeva ai figli la Bibbia, in particolare passi dell'Antico Testamento nei quali si parla di morte, omicidio e punizione divina.
All'età di dieci anni Gein provò un orgasmo vedendo i suoi genitori macellare un maiale in un vicino casotto, mentre una volta raggiunta la pubertà, Augusta diventò sempre più invadente e possessiva: una volta, sorprendendolo mentre si masturbava nella vasca da bagno, gli afferrò i genitali definendoli «la maledizione dell'uomo» e lo immerse nell'acqua bollente per punirlo. All'età di 21 anni la madre fece promettere a lui e ad Henry che sarebbero sempre rimasti entrambi vergini (promessa infranta dal fratello, che perciò venne spesso correlata alla sua misteriosa morte).
Con una corporatura esile e un atteggiamento piuttosto timido ed effeminato, Gein divenne bersaglio dei compagni più prepotenti, ed era anche noto per il continuo sogghigno che mostrava durante le conversazioni serie; i compagni e gli insegnanti notarono anche la sua abitudine di ridere senza motivo, quasi come se volesse prenderli in giro. Nonostante la scarsa attitudine alla vita sociale, andava abbastanza bene a scuola, in particolare nella lettura.
Il 1º aprile 1940, George P. Gein morì all'età di 66 anni per insufficienza cardiaca, motivo per cui Ed e il fratello iniziarono a fare piccoli lavoretti in città per aiutare a coprire le spese di soggiorno. Da questo periodo in poi, il fratello Henry incominciò a rifiutare il punto di vista della madre Augusta e tentò di convincere anche Edward. Il 16 maggio 1944 i fratelli si trovarono in mezzo a un incendio nella fattoria: Edward raccontò alla polizia di aver perso di vista il fratello, ma fu poi in grado di indicare con precisione dove si trovava il corpo; sebbene fosse evidente che Henry aveva subito un trauma alla testa (fatto che avrebbe fatto sospettare e arrestare Ed) il perito locale giunse alla conclusione che fosse morto di asfissia nel tentativo di spegnere l'incendio.
Gein visse da solo con l'amata madre, ma meno di due anni dopo, il 29 dicembre 1945, Augusta morì dopo essere stata colpita da un ictus, lasciando l'afflitto figlio solo nell'isolata fattoria; la donna aveva già subito un primo attacco, in seguito al quale rimase paralizzata per alcuni mesi, quando subì un secondo colpo apoplettico che la portò alla morte. Edward pianse istericamente al suo funerale. La morte di Augusta fece scomparire dalla sua vita quello che molti psicologi criminali definiscono come "l'unico filo che ancora ne preservava la sanità.

### Periodo successivo
Gein rimase nella fattoria e guadagnò soldi con lavori saltuari. Sbarrò le stanze usate da sua madre, compreso il salotto e il soggiorno al piano superiore e al piano inferiore, lasciandoli intatti. Mentre il resto della casa diventava sempre più squallido e sporco, queste stanze rimanevano immacolate. Da allora in poi Gein visse in una piccola stanza accanto alla cucina. In questo periodo, si interessò alla lettura di riviste pulp e storie d'avventura, in particolare quelle che coinvolgevano cannibali o atrocità naziste, prediligendo quelle riguardanti Ilse Koch, moglie del comandante del campo di concentramento di Buchenwald, che selezionava prigionieri tatuati per la morte per modellare paralumi e altri oggetti con la loro pelle. Gein ricevette un sussidio agricolo dal governo federale a partire dal 1951. Occasionalmente lavorò per la squadra stradale municipale locale e per le squadre di trebbiatura nell'area di Plainfield. Tra il 1946 e il 1956, vendette anche un appezzamento di terreno di 80 acri (32 ettari) che Henry aveva posseduto.

## I delitti di Plainfield

### Arresto
Il 16 novembre 1957 Bernice Worden, proprietaria di una ferramenta nonché madre del vice-sceriffo di Plainfield, sparì nel nulla. Un residente locale segnalò che il camion del negozio era stato spostato dal retro dell'edificio attorno alle 9.30 e che l'esercizio era rimasto chiuso per l'intera giornata: alcuni credevano fosse a causa della stagione di caccia dei cervi. Il figlio della donna, il vicesceriffo Frank Worden, entrò nel negozio verso le 17 e trovò il registratore di cassa aperto e macchie di sangue sul pavimento; dichiarò agli investigatori che Ed Gein era stato nel negozio la sera precedente la scomparsa della madre e che era ritornato la mattina successiva per un gallone di antigelo: il relativo scontrino fu l'ultimo scritto da Bernice nel giorno della sua scomparsa. Durante la sera dello stesso giorno, Gein fu arrestato in una drogheria di West Plainfield e la sua casa fu perquisita. Un vicesceriffo della contea di Waushara scoprì il corpo decapitato di Bernice Worden in un capanno nella proprietà di Gein, appesa per le caviglie, aperta in due a partire dalla vagina e con delle corde legate ai polsi. La donna era stata "squartata come un cervo". Era stata uccisa dal colpo di una carabina calibro 22. La testa fu invece rinvenuta in un'altra stanza della casa, con due chiodi conficcati ai lati: Ed aveva intenzione di appenderla al muro come un trofeo.

### La casa degli orrori
Cercando nella casa le autorità trovarono:
- venti nasi;
- frammenti e ossa integre (umane);
- un cestino fatto di pelle umana;
- teschi sulla testata del letto di Ed;
- un corsetto fatto a partire da un torace femminile scuoiato dalle spalle alla vita;
- gambali creati con pelle umana;
- la maschera creata con il viso di Mary Hogan in un sacchetto di carta;
- il teschio di Mary Hogan in una scatola;
- la testa di Bernice Worden in un sacco di iuta;
- nove vulve in una scatola di scarpe;
- il vestito di una giovane donna e le vulve di due donne, che avrebbero avuto circa quindici anni;
- una cintura fatta di capezzoli umani;
- unghie femminili;
- dieci teste di donne come decorazioni nella camera da letto;
- pelle umana usata come tappezzeria per lampade e sedie;
- calotte craniche trasformate in ciotole;
- un cuore umano (si discute su dove sia stato trovato; gli addetti al rapporto affermano tutti che fosse in una casseruola nella stufa, mentre dei fotografi della scena del crimine affermarono che fosse in una scatola di carta);
- due labbra umane che decoravano una finestra;
- un tamburo fatto di pelle umana;
- femori usati come gambe per un tavolo;
- nove maschere fatte di pelle umana;
- una colonna vertebrale adibita a lampada;
- vestiti fatti di pelle umana.

Questi reperti furono fotografati in laboratorio e poi distrutti.

### La confessione di Gein
Gein confessò di avere dissotterrato una donna di mezza età recentemente sepolta che somigliava molto a sua madre, di averne portato il cadavere a casa e di averne lavorato la pelle per farne manufatti. Fece quaranta visite notturne al cimitero, dichiarando di essere, durante ogni visita, in uno stato confusionale e violò circa diciotto tombe. Disse di essere tornato in sé durante trenta visite, all'incirca, e di aver dunque lasciato le tombe in perfetto ordine prima di ritornare a casa a mani vuote.
Gein ammise di aver rubato da nove tombe di cimiteri locali e condusse gli investigatori presso queste ultime. Allan Wilimovsky, della scientifica, partecipò all'apertura di tre tombe identificate da Gein: i feretri erano in casse di legno, le assi erano poste di traverso e la sommità era almeno a 60 centimetri dalla superficie. Gein aveva profanato le tombe subito dopo i funerali, quando non erano ancora state perfettamente interrate. Alcune tombe furono esumate perché le autorità erano incredule circa la possibilità che Gein avesse dissotterrato da solo una tomba in una sola notte; furono trovate, come egli descrisse, due tombe vuote (una aveva una spranga sul fondo), una bara fu trovata vuota, l'altra non era stata aperta da Gein poiché aveva perso il suo piede di porco e la maggior parte del corpo della terza bara era invece stato preso.
Una giovane di sedici anni, i cui genitori erano amici di Gein, segnalò che questi conservava teste rinsecchite nella sua casa: queste erano state descritte da Gein come reliquie dalle Filippine, inviategli da un cugino che aveva partecipato alla seconda guerra mondiale. In seguito alle indagini della polizia, fu scoperto che le "reliquie" altro non erano che pelle umana utilizzata per creare maschere.
Gein fu considerato sospettato anche in molti altri casi irrisolti nel Wisconsin, quali la scomparsa di una babysitter di La Crosse, Evelyn Hartley, nel 1953.
Durante l'interrogatorio confessò inoltre di aver ucciso Mary Hogan, dipendente di una taverna scomparsa dal 1954, e lasciò anche intendere di aver commesso altri delitti in gioventù, tra cui l'omicidio di una ragazzina scomparsa diversi decenni prima da Plainfield.

### Il rituale macabro
La letteratura considera l'usare pelle di donna come un "rituale folle di travestitismo". Si pensa che Gein sperimentasse anche una forma di necrofilia, ricavando piacere sessuale dai cadaveri mutilati, ma Gein negò sempre di aver avuto rapporti coi cadaveri riesumati, perché avevano un cattivo odore. Confessò che dopo la morte della madre aveva avuto il desiderio di cambiare sesso: secondo molti egli aveva creato il suo "abito da donna" per poter assumere le sembianze della madre. L'unica stanza pulita e tenuta in ordine della casa era proprio la camera da letto della madre, come prova della morbosa ossessione che il figlio aveva nei confronti della donna, così come del forte ascendente che ella aveva su di lui.

### Processo e reclusione
Gein fu giudicato mentalmente instabile e incapace di sostenere il processo e fu condotto all'ospedale statale centrale (ora Dodge Correctional Institution) a Waupun, nel Wisconsin. Durante il processo la sua dichiarazione: «Non ho mai ucciso un cervo» preoccupò molto i suoi vicini di casa, ai quali Edward aveva spesso offerto carne di cervo, da lui cacciato e cucinato: molto probabilmente era carne umana. In seguito l'ospedale fu trasformato in prigione e Gein fu trasferito all'ospedale statale Mendota a Madison. Nel 1968 i medici di Gein stabilirono che era abbastanza sano da sostenere il processo, tuttavia fu discolpato per infermità mentale. Scampata la sedia elettrica, Ed Gein passò gli ultimi sedici anni in un manicomio criminale.

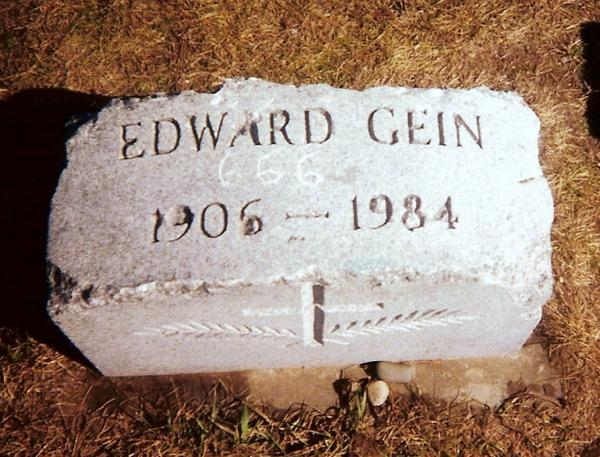
La lapide della tomba di Gein nel 1999, prima del suo furto nel 2000

## Morte
Il 26 luglio 1984 Ed Gein morì per insufficienza respiratoria in seguito a un cancro, nell'ospedale statale Mendota. La sua lapide nel cimitero di Plainfield è stata frequentemente vandalizzata nel corso degli anni, finché non fu rubata nel 2000. L'anno successivo fu trovata nelle vicinanze di Seattle e in seguito trasportata in un museo nella contea di Waushara (Wisconsin).

## La distruzione della casa e l'automobile
Il 20 marzo 1958, mentre Gein era in detenzione, la sua casa bruciò: si ipotizzò che l'incendio fosse doloso. Egli commentò: «è meglio così». Nel 1958 la sua auto, una berlina Ford del 1949, usata per trascinare i corpi delle vittime, fu venduta a Bunny Gibbons. Quest'ultimo acquistò l'automobile in un'asta per la tenuta di Gein, tenutasi nel 1958. Quattordici offerte diverse furono fatte per l'auto, tuttavia Gibbons resistette e vinse.
Gibbons finì per pagare l'allora considerevole importo di $ 760 e chiamò la sua attrazione "Ed Gein Ghoul Car", chiedendo ai frequentatori di fiere $ 25 per vedere l'auto e farsi scattare fotografie accanto ad essa.
L'auto fu esposta per la prima volta a Seymour, nel Wisconsin, nel luglio 1958. Nei suoi primi due giorni, l'attrazione attirò più di 2.000 visitatori. La mostra suscitò immediatamente polemiche e funzionari di Mental Health America of Wisconsin si adoperarono per ottenerne la chiusura. Nonostante l'iniziale apprezzamento di Gibbons per la pubblicità, l'interesse per l'auto iniziò a diminuire. Durante la visita a Slinger, nel Wisconsin, lo sceriffo della città chiuse la mostra, che venne infine vietata dallo stato del Wisconsin.

## Nella cultura di massa
La macabra storia di Ed Gein ha avuto un impatto notevole sulla cultura popolare statunitense, come dimostrato dalle numerose citazioni in film, musica e letteratura. Una versione romanzata della vicenda di Gein ebbe la sua prima diffusione presso il grande pubblico grazie al romanzo Psycho di Robert Bloch nel 1959. Dal libro Alfred Hitchcock trasse il celebre film Psyco (1960), che, seppur non nominando esplicitamente Ed Gein, incorpora molti elementi della sua storia trasferendoli nel personaggio fittizio di Norman Bates.
La vicenda di Gein fu adattata anche in altri film, inclusi Deranged - Il folle (1974), Ed Gein - Il macellaio di Plainfield (2000), Ed Gein: The Butcher of Plainfield (2007). Gein servì inoltre come modello per una miriade di altri serial killer cinematografici, come Norman Bates (Psyco), Leatherface (Non aprite quella porta), "Buffalo Bill" (Il silenzio degli innocenti) e Oliver Thredson della serie televisiva American Horror Story: Asylum.
Tra il 1975 e il 1976 i registi Errol Morris e Werner Herzog tentarono, senza successo, di collaborare insieme al progetto di un film su Gein. Morris intervistò Gein varie volte e finì con il trascorrere circa un anno nella cittadina di Plainfield intervistando dozzine di residenti che lo avevano conosciuto. I due ebbero intenzione anche di esumare in segreto la madre di Gein per provare una loro ipotesi, ma il tutto finì nel dimenticatoio e poco tempo dopo la collaborazione ebbe termine. Il progetto interrotto è stato descritto nel 1989 in un articolo del New Yorker su Morris.
Nel 2012 il regista tedesco Jörg Buttgereit scrisse e diresse un dramma teatrale incentrato sul caso Ed Gein intitolato Kannibale und Liebe, che andò in scena a Dortmund, in Germania. La parte di Gein fu interpretata da Uwe Rohbeck.
Nel videogioco Shadow Man, uscito nel 1999, uno dei boss, nello specifico Avery Marx, è stato creato prendendo come riferimento Ed Gein.
Fin dagli anni cinquanta Gein è stato spesso citato in opere d'arte concettuale o in canzoni rock, spesso senza nessun riferimento reale alla sua vita o ai crimini da lui commessi, se non la scioccante forza del suo nome, che evoca associazioni con l'orrore più malsano. Esempi di questa tendenza includono il brano Dead Skin Mask (1990) degli Slayer inserito nell'album Seasons in the Abyss; il brano Ed Gein dei Macabre incluso nel primo EP della band, Grim Reality del 1987; il brano Plainfield (Ed Gein) dei Church of Misery incluso nel primo EP della band Taste the Pain; Nipple Belt del gruppo grunge Tad incluso nell'album God's Balls del 1989; Nothing to Gein (2001) dei Mudvayne presente nell'album L.D. 50; o ancora Ed Gein (1992) dei The Ziggens sull'album Rusty Never Sleeps. Bradley Mark "Brad" Stewart, bassista del gruppo alternative metal Marilyn Manson utilizzava come nome d'arte "Gidget Gein". Esiste anche una band chiamata "Ed Gein". I Brainbombs hanno scelto una foto di Ed Gein come copertina dell'album Obey del 1996.